# D.C. United
Pour les articles homonymes, voir D.C. United Women et DCU.
Maillots
Actualités
Le D.C. United est une franchise de soccer professionnel américain basé à Washington, qui participe à la Conférence Est de la Major League Soccer (MLS). La franchise est l'un des dix clubs fondateurs de la MLS et a participé sans discontinuer à la ligue depuis sa création.

## Histoire
Considéré comme l'un des plus grands clubs nord-américains de soccer, D.C. United a remporté trois fois la Coupe des États-Unis de soccer et détient le record de victoire de la Major League Soccer et du Supporters' Shield avec quatre victoires. De plus, D.C. United est le seul club à avoir remporté deux fois de suite le Supporters' Shield en 2006 et 2007. En 1998, le club remporte la Coupe des champions de la CONCACAF et la Copa Interamericana en battant respectivement l'équipe mexicaine du Club Toluca (1-0) et l'équipe brésilienne de Vasco de Gama (2-1).
L'équipe joue au RFK Stadium de Washington, un stade de 45 596 places situé sur East Capitol Street. Néanmoins, le club a pour projet de construire un nouveau stade de 27 000 places situé à l'est de la rivière Anacostia. 
D.C. United possède aussi de nombreux partisans à travers tous les États-Unis ainsi que trois groupes de supporters (La Barra Brava, les Screaming Eagles et la Norte). L'équipe bénéficie de l'une des plus fortes affluences du championnat nord-américain. Le surnom officiel du club est les Rouges et Noirs (en anglais, les  Black-and-Red) ; ce surnom vient de la tenue que portent les joueurs lors des matchs à domicile.

## Palmarès et résultats

### Palmarès
| Compétitions nationales | Compétitions internationales |

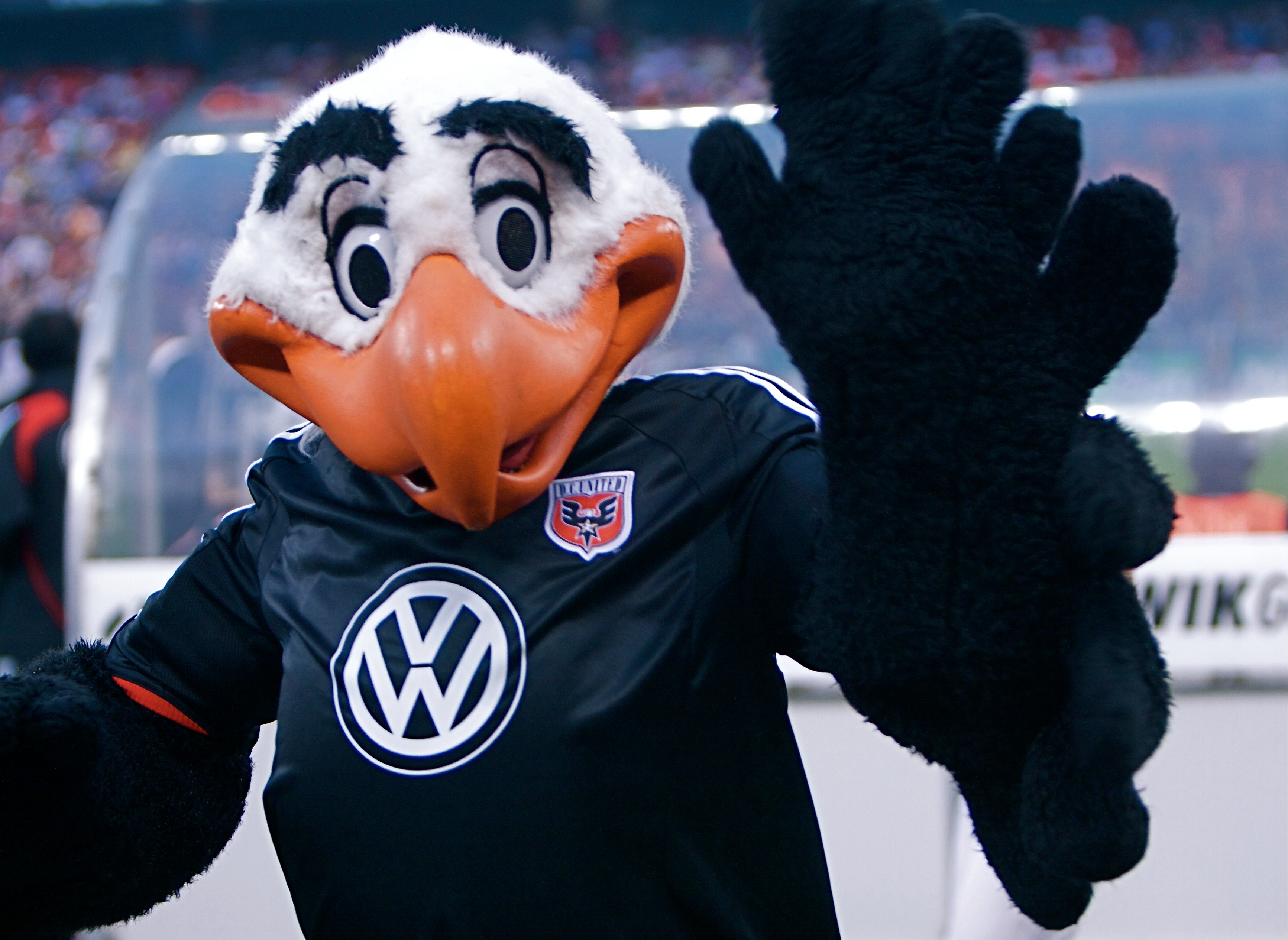
Talon, la mascotte de D.C. United.

| - Coupe MLS (4) - Champion : 1996, 1997, 1999 et 2004 - Vice-champion : 1998 - Supporters' Shield (4) (co-record) - Vainqueur : 1997, 1999, 2006 et 2007 - Coupe des États-Unis de soccer (3) - Vainqueur : 1996, 2008 et 2013 - Finaliste : 1997 | - Coupe des champions de la CONCACAF (1) - Vainqueur : 1998 - Troisième : 1997, 1999 et 2007 - Copa Interamericana (1) : - Vainqueur : 1998 - Coupe des géants de la CONCACAF - Finaliste : 2001 |

### Bilan par saison
| Saison | Saison régulière | Saison régulière | Saison régulière | Saison régulière | Saison régulière | Saison régulière | Saison régulière | Position | Position | Coupe MLS                 | US Open Cup         | Ligue des champions CONCACAF                   | Affl. moy. saison régulière | Affl. moy. séries éliminat. |
| Saison | M                | V                | N                | D                | BP               | BC               | Pts              | Conf.    | Ligue    | Coupe MLS                 | US Open Cup         | Ligue des champions CONCACAF                   | Affl. moy. saison régulière | Affl. moy. séries éliminat. |
| ------ | ---------------- | ---------------- | ---------------- | ---------------- | ---------------- | ---------------- | ---------------- | -------- | -------- | ------------------------- | ------------------- | ---------------------------------------------- | --------------------------- | --------------------------- |
| 1996   | 32               | 16               | -                | 16               | 62               | 56               | 46               | 2e/5     | 3e/10    | Champion                  | Champion            | Non qualifié                                   | 15 262                      | 21 810                      |
| 1997   | 32               | 21               | -                | 11               | 70               | 53               | 55               | 1er/5    | 1er/10   | Champion                  | Finale              | Demi-finale                                    | 16 698                      | 27 263                      |
| 1998   | 32               | 24               | -                | 8                | 74               | 48               | 58               | 1er/6    | 2e/12    | Finale                    | Non inscrit         | Champion (CI)                                  | 16 007                      | 18 131                      |
| 1999   | 32               | 23               | -                | 9                | 65               | 43               | 57               | 1er/6    | 1er/12   | Champion                  | Non inscrit         | Troisième                                      | 17 419                      | 17 997                      |
| 2000   | 32               | 8                | 6                | 18               | 44               | 63               | 30               | 4e/4     | 11e/12   | Non qualifié              | Quart de finale     | Quatrième                                      | 18 580                      | N/Q                         |
| 2001   | 26               | 8                | 2                | 16               | 42               | 50               | 26               | 4e/4     | 10e/12   | Non qualifié              | Demi-finale         | Non tenue Finale (CG)                          | 21 518                      | N/Q                         |
| 2002   | 28               | 9                | 5                | 14               | 31               | 40               | 32               | 5e/5     | 10e/10   | Non qualifié              | Non inscrit         | Premier tour                                   | 16 519                      | N/Q                         |
| 2003   | 30               | 10               | 9                | 11               | 38               | 36               | 39               | 4e/5     | 7e/10    | Demi-finale de conférence | Demi-finale         | Non qualifié                                   | 15 656                      | 15 202                      |
| 2004   | 30               | 11               | 9                | 10               | 43               | 42               | 42               | 2e/5     | 4e/10    | Champion                  | Quatrième tour      | Non qualifié                                   | 17 232                      | 18 482                      |
| 2005   | 32               | 16               | 6                | 10               | 58               | 37               | 54               | 2e/6     | 3e/12    | Demi-finale de conférence | Quart de finale     | Demi-finale Premier tour (CS)                  | 16 664                      | 20 089                      |
| 2006   | 32               | 15               | 10               | 7                | 52               | 38               | 55               | 1er/6    | 1er/12   | Finale de conférence      | Demi-finale         | Non qualifié                                   | 18 251                      | 20 503                      |
| 2007   | 30               | 16               | 7                | 7                | 56               | 34               | 55               | 1er/7    | 1er/13   | Demi-finale de conférence | Troisième tour      | Demi-finale Premier tour (CS) Demi-finale (SL) | 20 967                      | 19 438                      |
| 2008   | 30               | 11               | 4                | 15               | 43               | 51               | 37               | 6e/7     | 10e/14   | Non qualifié              | Champion            | Demi-finale Phase de groupes (SL)              | 19 835                      | N/Q                         |
| 2009   | 30               | 9                | 13               | 8                | 43               | 44               | 40               | 4e/7     | 10e/15   | Non qualifié              | Finale              | Phase de groupes                               | 15 585                      | N/Q                         |
| 2010   | 30               | 6                | 4                | 20               | 21               | 47               | 22               | 8e/8     | 16e/16   | Non qualifié              | Demi-finale         | Non qualifié                                   | 14 532                      | N/Q                         |
| 2011   | 34               | 9                | 12               | 13               | 49               | 52               | 39               | 6e/9     | 13e/18   | Non qualifié              | Tour préliminaire   | Non qualifié                                   | 15 181                      | N/Q                         |
| 2012   | 34               | 17               | 7                | 10               | 53               | 43               | 58               | 2e/10    | 3e/19    | Finale de conférence      | Quatrième tour      | Non qualifié                                   | 13 846                      | 18 785                      |
| 2013   | 34               | 3                | 7                | 24               | 22               | 59               | 16               | 10e/10   | 19e/19   | Non qualifié              | Champion            | Non qualifié                                   | 13 646                      | N/Q                         |
| 2014   | 34               | 17               | 8                | 9                | 52               | 37               | 59               | 1er/10   | 3e/19    | Demi-finale de conférence | Troisième tour      | Non qualifié                                   | 17 030                      | 20 187                      |
| 2015   | 34               | 15               | 13               | 6                | 43               | 45               | 51               | 4e/10    | 8e/20    | Demi-finale de conférence | Huitièmes de finale | Quart de finale                                | 16 244                      | 15 539                      |
| 2016   | 34               | 10               | 11               | 13               | 53               | 47               | 51               | 4e/10    | 9e/20    | Premier tour              | Quatrième tour      | Quart de finale                                | 17 081                      | 12 773                      |
| 2017   | 34               | 9                | 5                | 20               | 31               | 60               | 32               | 11e/11   | 21e/22   | Non qualifié              | Huitièmes de finale | Non qualifié                                   | 17 904                      | N/Q                         |
| 2018   | 34               | 14               | 9                | 11               | 60               | 50               | 51               | 4e/11    | 9e/23    | Premier tour              | Huitièmes de finale | Non qualifié                                   | 17 635                      | 20 600                      |
| 2019   | 34               | 13               | 11               | 10               | 42               | 38               | 50               | 5e/12    | 10e/24   | Premier tour              | Huitièmes de finale | Non qualifié                                   | 17 744                      | N/A                         |
| 2020   | 23               | 5                | 6                | 12               | 25               | 41               | 21               | 13e/14   | 24e/26   | Non qualifié              | Annulée             | Non qualifié                                   | N/A                         | N/Q                         |
| 2021   | 34               | 14               | 5                | 15               | 56               | 54               | 47               | 8e/14    | 16e/27   | Non qualifié              | Non tenue           | Non qualifié                                   | 12 791                      | N/Q                         |
| 2022   | 34               | 7                | 6                | 21               | 36               | 71               | 27               | 14e/14   | 28e/28   | Non qualifié              | Quatrième tour      | Non qualifié                                   |                             | N/Q                         |

#### Meilleurs buteurs par saison
| Saison | Meilleurs buteurs  | Meilleurs buteurs |
| Saison | Joueurs            | Buts              |
| ------ | ------------------ | ----------------- |
| 1996   | Raúl Díaz Arce     | 24                |
| 1997   | Jaime Moreno       | 20                |
| 1998   | Roy Lassiter       | 26                |
| 1999   | Roy Lassiter       | 20                |
| 2000   | Jaime Moreno       | 16                |
| 2001   | Abdul Conteh       | 19                |
| 2002   | Bobby Convey       | 5                 |
| 2002   | Ali Curtis         | 5                 |
| 2003   | Dema Kovalenko     | 7                 |
| 2004   | Alecko Eskandarian | 14                |

| Saison | Meilleurs buteurs | Meilleurs buteurs |
| Saison | Joueurs           | Buts              |
| ------ | ----------------- | ----------------- |
| 2005   | Jaime Moreno      | 17                |
| 2006   | Christian Gómez   | 16                |
| 2007   | Luciano Emilio    | 24                |
| 2008   | Luciano Emilio    | 16                |
| 2009   | Luciano Emilio    | 13                |
| 2010   | Danny Allsopp     | 9                 |
| 2011   | Dwayne De Rosario | 16                |
| 2012   | Chris Pontius     | 12                |
| 2013   | Dwayne De Rosario | 8                 |
| 2014   | Fabian Espindola  | 13                |

| Saison | Meilleurs buteurs  | Meilleurs buteurs |
| Saison | Joueurs            | Buts              |
| ------ | ------------------ | ----------------- |
| 2015   | Chris Rolfe        | 11                |
| 2016   | Lamar Neagle       | 10                |
| 2017   | Luciano Acosta     | 5                 |
| 2017   | Patrick Mullins    | 5                 |
| 2018   | Wayne Rooney       | 12                |
| 2019   | Wayne Rooney       | 13                |
| 2020   | Ola Kamara         | 4                 |
| 2021   | Ola Kamara         | 19                |
| 2022   | Taxiárchis Foúntas | 12                |

## Identité du club

### Logos

Logo de 1996 à 1998.
Logo de 1999 à 2015.
Logo depuis 2016.

## Joueurs et personnalités du club

### Entraîneurs
Le tableau suivant présente la liste des entraîneurs du club depuis 1996.
| Rang | Entraîneur            | Nationalité | Début            | Fin              | Matchs | Victoires | Nuls | Défaites | % victoires | Palmarès |
| ---- | --------------------- | ----------- | ---------------- | ---------------- | ------ | --------- | ---- | -------- | ----------- | --- |
| 1    | Bruce Arena           | États-Unis  | 3 janvier 1996   | 5 décembre 1998  | 133    | 75        | 15   | 43       | 56.39%      | 1x Coupe des États-Unis (1996) 2x Coupe MLS (1996, 1997) 1x Supporters' Shield (1997) 1x Coupe des champions de la CONCACAF (1998) 1x Copa Interamericana (1998) |
| 2    | Thomas Rongen         | Pays-Bas    | 2 décembre 1998  | 4 août 2001      | 97     | 45        | 8    | 44       | 46.39%      | 1x Coupe MLS (1999) 1x Supporters' Shield (1999) |
| 3    | Ray Hudson            | Angleterre  | 8 janvier 2002   | 15 décembre 2003 | 110    | 44        | 20   | 46       | 40%         | |
| 4    | Piotr Nowak           | Pologne     | 7 janvier 2004   | 19 décembre 2006 | 110    | 50        | 26   | 34       | 45.45%      | 1x Coupe MLS (2004) 1x Supporters' Shield (2006) |
| 5    | Tom Soehn             | États-Unis  | 21 décembre 2006 | 3 novembre 2009  | 110    | 48        | 25   | 37       | 43.64%      | 1x Supporters' Shield (2007) 1x Coupe des États-Unis (2008) |
| 6    | Curt Onalfo           | États-Unis  | 5 janvier 2010   | 4 août 2010      | 22     | 7         | 3    | 12       | 31.82%      | |
| 7    | Ben Olsen             | États-Unis  | 5 août 2010      | 8 octobre 2020   | 378    | 132       | 94   | 152      | 34.92%      | 1x Coupe des États-Unis (2013) |
| 8    | Chad Ashton (intérim) | États-Unis  | 8 octobre 2020   | 18 janvier 2021  | 7      | 3         | 1    | 3        | 42.86%      | |
| 9    | Hernán Losada         | Argentine   | 18 janvier 2021  | 20 avril 2022    | 41     | 17        | 5    | 19       | 41.46%      | |
| 10   | Chad Ashton (intérim) | États-Unis  | 20 avril 2022    | 12 juillet 2022  | 15     | 3         | 3    | 9        | 20%         | |
| 11   | Wayne Rooney          | Angleterre  | 12 juillet 2022  | En poste         | 14     | 2         | 3    | 9        | 14.29%      | |

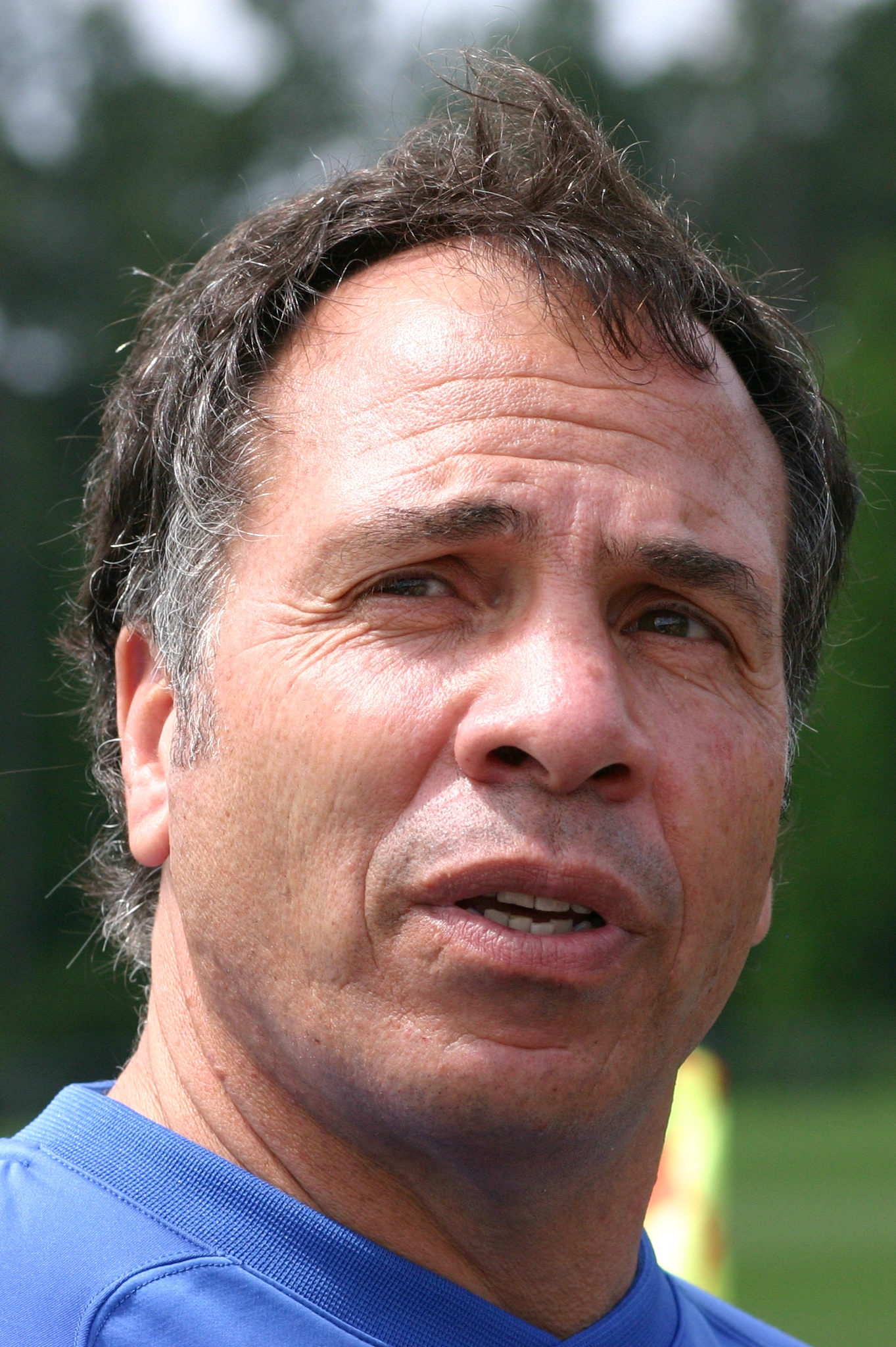
Bruce Arena (1996-1998)
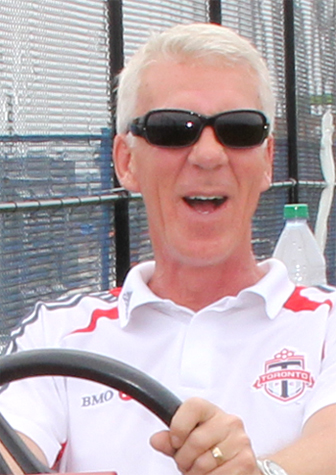
Thomas Rongen (1999-2001)
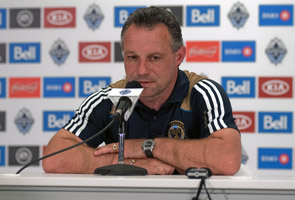
Piotr Nowak (2004-2006)
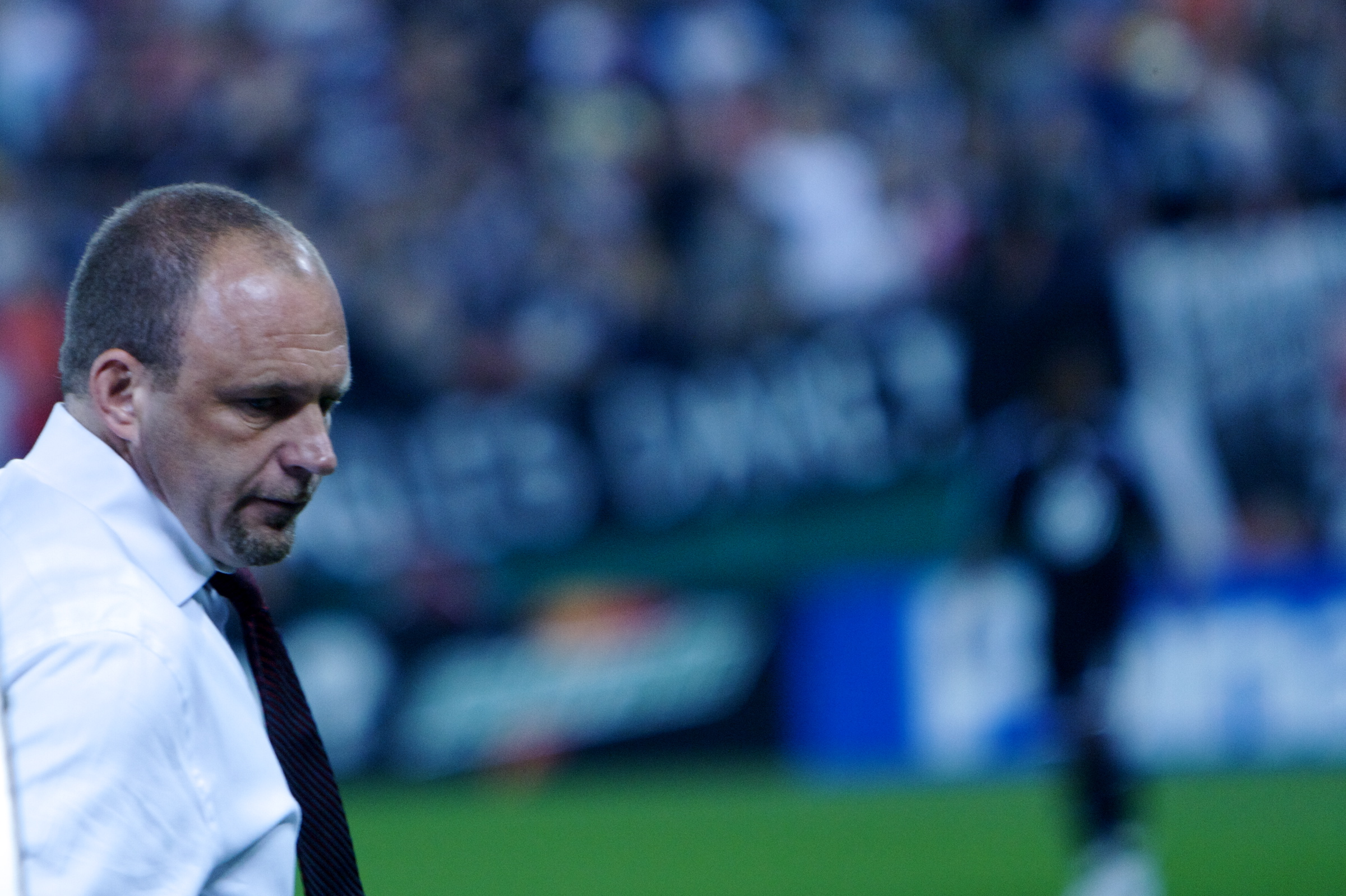
Tom Soehn (2006-2009)
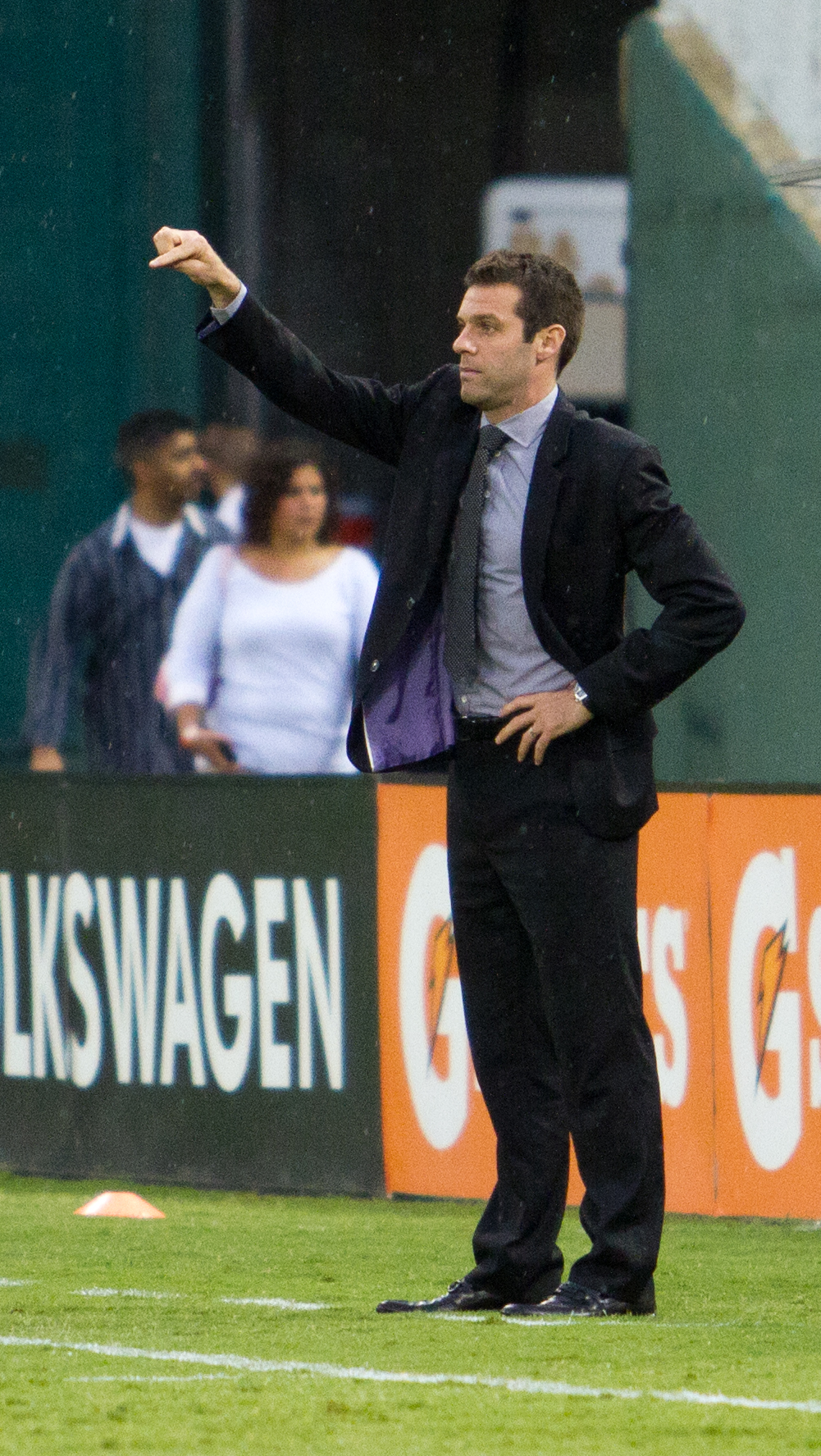
Ben Olsen (2010-2020)

### Joueurs emblématiques

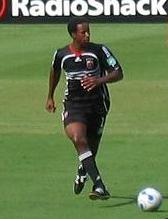
David Stokes
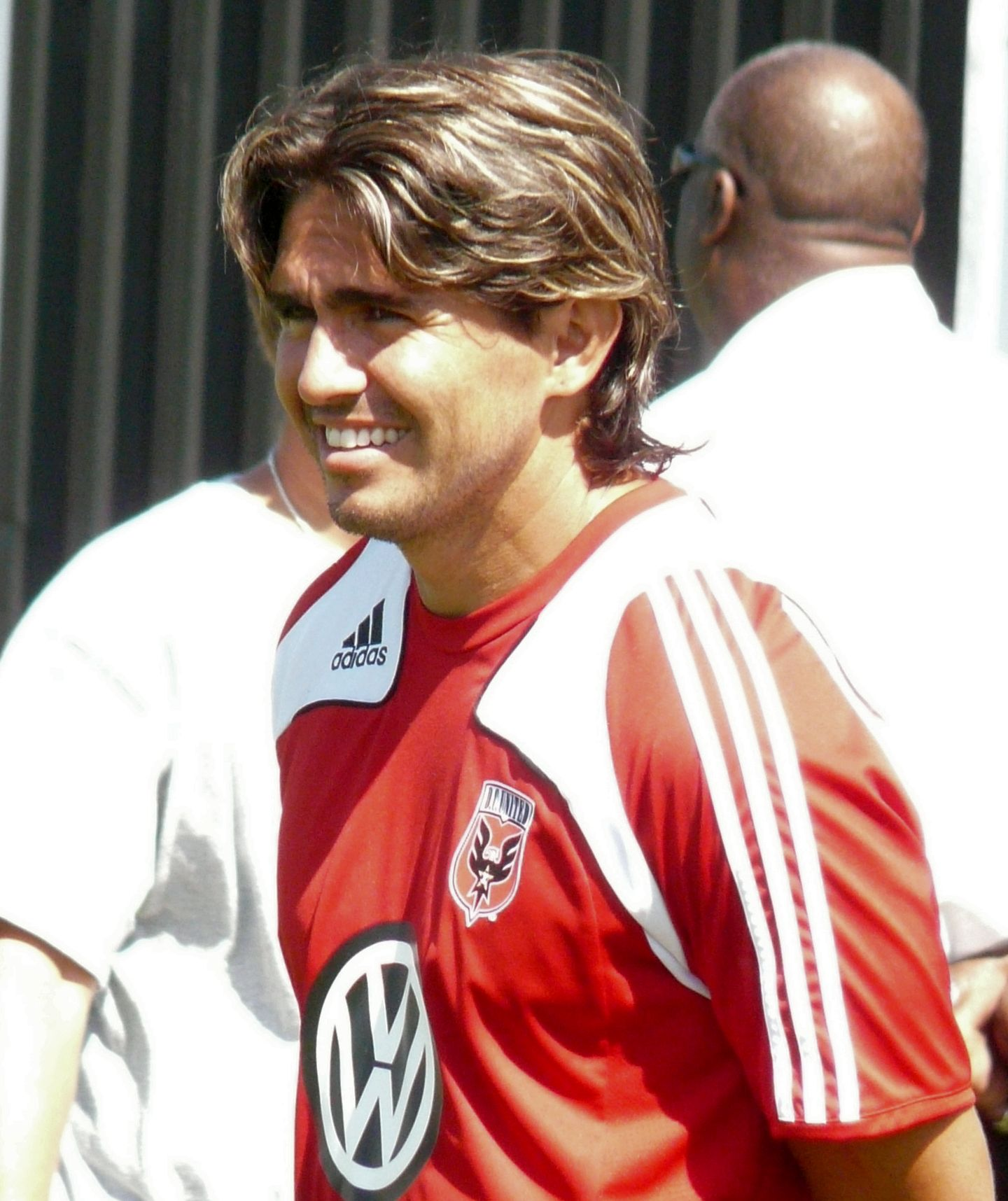
Jaime Moreno
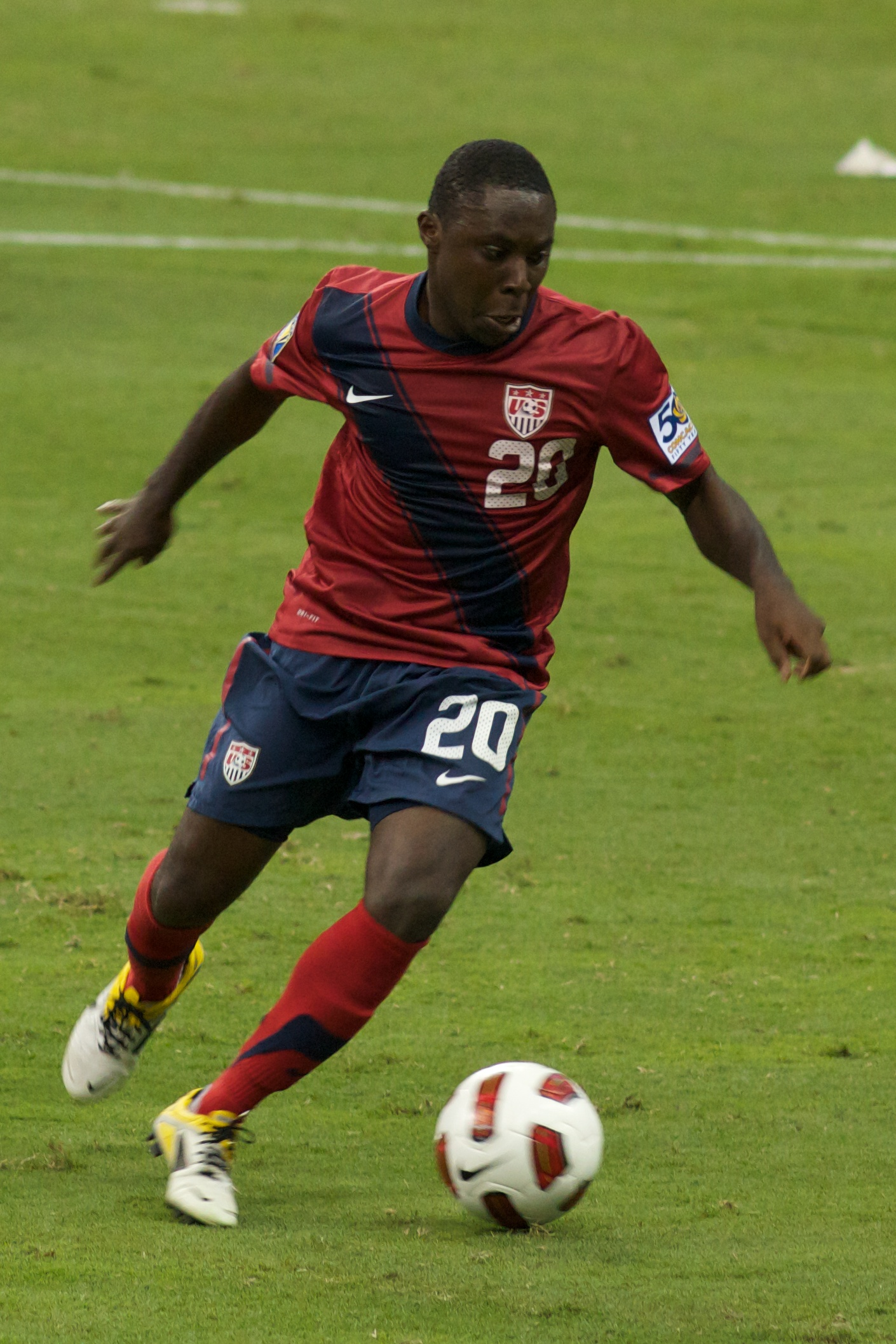
Freddy Adu
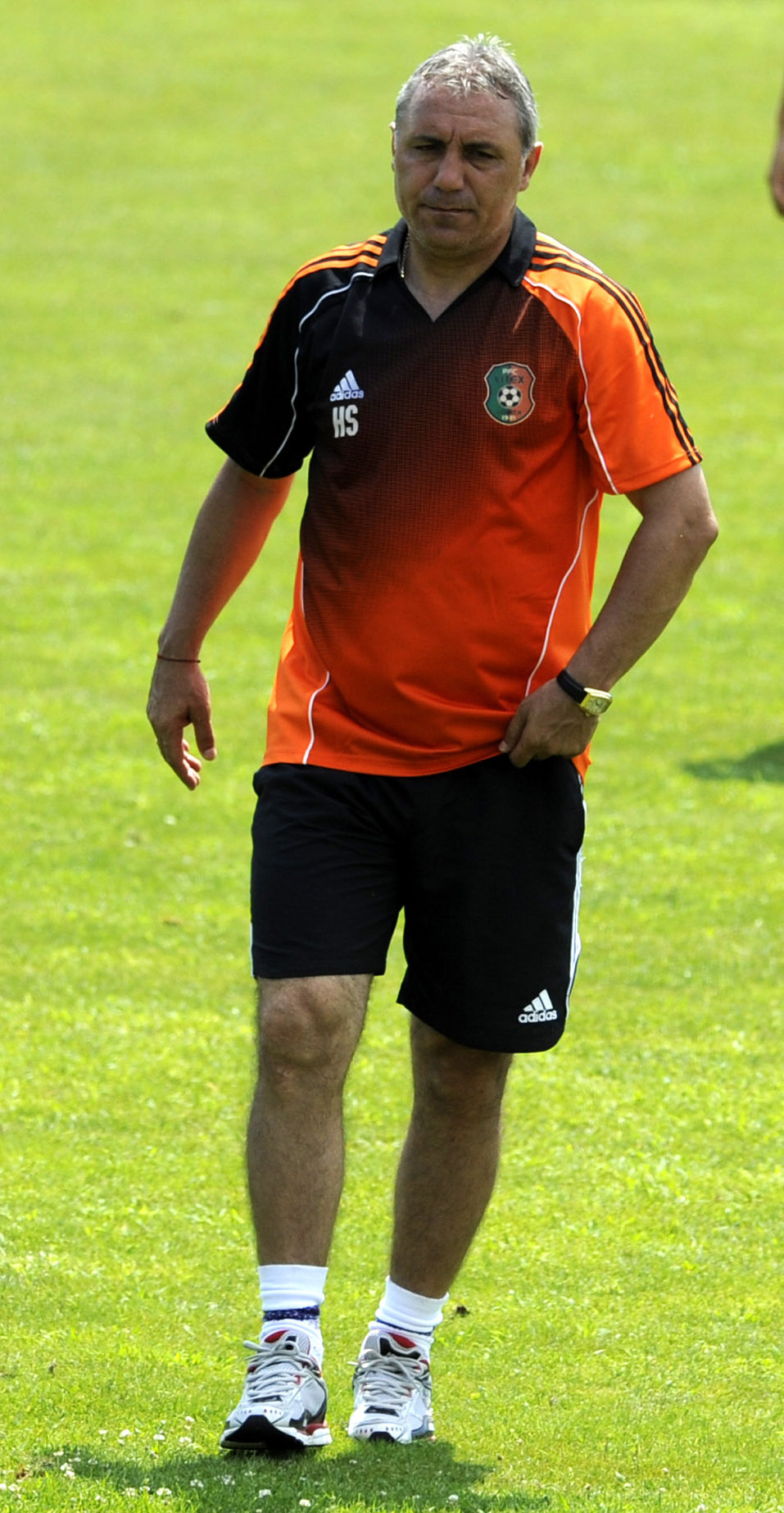
Hristo Stoichkov
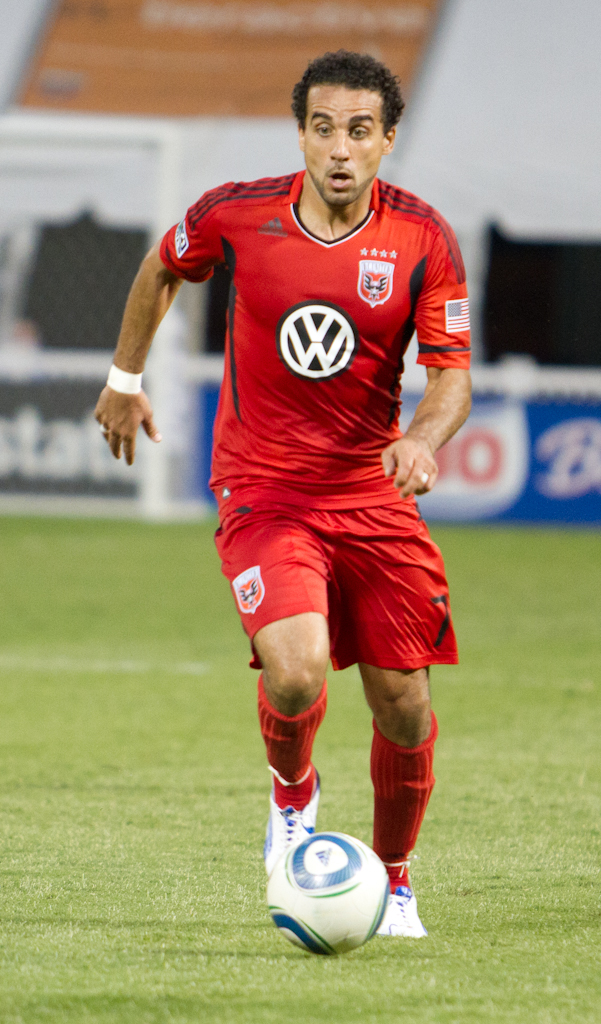
Dwayne De Rosario

## Infrastructures et aspects financiers

### Stades
- 1996-2017 : RFK Stadium
- 2018- : Audi Field

### Propriétaires
- 1996-2001 : Washington Soccer L.P.
- 2001-2007 : Anschutz Entertainment Group
- 2007- : D.C. United Holdings

## Autres équipes

Logo du Loudoun United

### Équipe réserve
En 2005, l'organisation du D.C. United décide de la création d'une équipe réserve, intégrant alors la MLS Reserve Division, jusqu'en 2012. Puis, les Kickers de Richmond est l'équipe réserve du D.C. United par un système d'affiliation de 2013 jusqu'à la fin de la saison 2018.
Depuis la saison 2019, le Loudoun United est l'équipe réserve. Le Loudoun United, évoluant dans la USL Championship (deuxième division). Le D.C. United annonce le 18 juillet 2018 leur intention de créer une équipe réserve évoluant dans la USL Championship. Le 28 janvier 2019, le D.C. United a nommé Richie Williams, un ancien joueur de D.C. United, l'entraîneur-chef de l'équipe réserve. Puis, le 30 mai, il est remplacé par Ryan Martin,. Lors de la première saison, le Loudoun United termine douzième de la Conférence Est de la USL Championship, sans avoir la possibilité de participer aux play-offs.
L'équipe dispute ses rencontres au Segra Field (en), situé à Leesburg, dans le comté de Loudoun, dans l’État de Virginie. La rencontre inaugurale du Segra Field se déroule le 9 août 2019, le Loudoun United affronte l'Independence de Charlotte (match nul de 3-3), à l'occasion de la 19e journée de la saison 2019 de la USL Championship. Le match se joue devant 5 015 spectateurs. 

#### Bilan par saison
| Année | Niv. | Ligue        | Saison régulière | Saison régulière | Saison régulière | Saison régulière | Saison régulière | Saison régulière | Saison régulière | Position | Position | Séries       | Affl. moy. saison régulière | Affl. moy. séries éliminat. | Meilleurs buteurs | Meilleurs buteurs |
| Année | Niv. | Ligue        | M                | V                | N                | D                | BP               | BC               | Pts              | Conf.    | Ligue    | Séries       | Affl. moy. saison régulière | Affl. moy. séries éliminat. | Joueurs           | Buts              |
| ----- | ---- | ------------ | ---------------- | ---------------- | ---------------- | ---------------- | ---------------- | ---------------- | ---------------- | -------- | -------- | ------------ | --------------------------- | --------------------------- | ----------------- | ----------------- |
| 2019  | 2    | Championship | 34               | 11               | 6                | 17               | 59               | 65               | 39               | 12e      | 25e      | Non qualifié | 1 381                       | N/Q                         | Kyle Murphy       | 13                |
| 2020  | 2    | Championship | 0                | 0                | 0                | 0                | 0                | 0                | 0                | -        |          |              |                             |                             |                   | 0                 |

### Sections jeunes

Logo du D.C. United Academy

L'Académie du D.C. United (en anglais : D.C. United Academy) est un centre de formation de jeunes joueurs de soccer faisant partie de la franchise professionnelle du D.C. United. L'Académie possède un programme d'entraînement et du développement des joueurs jeunes jusqu'aux moins de dix-neuf ans. Les équipes des moins de quatorze jusqu'aux moins de dix-neuf ans, évoluent dans les ligues de la U.S. Soccer Development Academy (USSDA). Ces équipes disputent leurs rencontres sur les terrains annexes du RFK Stadium.
| Poste     | Joueur         | Années au club   | Poste     | Joueur        | Années au club |
| --------- | -------------- | ---------------- | --------- | ------------- | -------------- |
| Gardien   | Bill Hamid     | 2009-2017, 2018- | Milieu    | Chris Durkin  | 2016-0000      |
| Milieu    | Andy Najar     | 2010-2013        | Milieu    | Ian Harkes    | 2017-2018      |
| Attaquant | Michael Seaton | 2013-2015        | Défenseur | Donovan Pines | 2019-0000      |
| Milieu    | Collin Martin  | 2013-2016        | Attaquant | Griffin Yow   | 2019-0000      |